# Grand Prix Szwajcarii Wschodniej
Grand Prix Szwajcarii Wschodniej, oryg. Preis der Ostschweiz-Erlen oraz Grand Prix de la Suisse Orientale – wyścig samochodowy, odbywający się na ulicznym torze Circuit Erlen w Erlen. Tor o długości 2,8 km przebiegał wzdłuż trzech ulic: Hauptstrasse, Bahnhofstrasse oraz Poststrasse. Wyścig rozgrywany był w latach 1948–1951, początkowo według przepisów Formuły 1, a następnie – Formuły 2.

## Zwycięzcy
| Rok  | Tor   | Seria     | Zwycięzca               | Samochód        | Źródło |
| ---- | ----- | --------- | ----------------------- | --------------- | ------ |
| 1948 | Erlen | Formuła 1 | Emmanuel de Graffenried | Maserati 4CL    | [ 4 ]  |
| 1949 | Erlen | Formuła 1 | Emmanuel de Graffenried | Maserati 4CL    | [ 5 ]  |
| 1950 | Erlen | Formuła 2 | Luigi Villoresi         | Ferrari 166 F2  | [ 2 ]  |
| 1951 | Erlen | Formuła 2 | Peter Whitehead         | Ferrari 125/166 | [ 6 ]  |